# Chinese Taipei Cycling Association
A Associação de Ciclismo de Tapei Chinesa  (CTCA; em chinês:  中華民國自由車協會) é o órgão de corridas de ciclismo para a República da China (Taiwan).
Ele é um membro da UCI e a Confederação de Ciclismo da Ásia.